# (4928) Vermeer
(4928) Vermeer (1982 UG7) – planetoida z pasa głównego asteroid okrążająca Słońce w ciągu 3,15 lat w średniej odległości 2,15 j.a. Odkryta 21 października 1982 roku.